# Adela uhrikmeszarosiella
Adela uhrikmeszarosiella is een vlinder uit de familie van de langsprietmotten (Adelidae). De wetenschappelijke naam van de soort is voor het eerst geldig gepubliceerd in 1945 door Szent-Ivany.